# 津井 (南あわじ市)
津井（つい）は、兵庫県南あわじ市の町丁。郵便番号は656-0341。本項ではかつて同区域に存在した三原郡津井村（ついむら）についても記す。

## 地理
南あわじ市の北西部に位置し、北で播磨灘に面する。東で湊・湊里、南で伊加利、西で阿名賀志知川・阿名賀西路に接する。北部を兵庫県道25号阿万福良湊線が横断し、海岸沿いを兵庫県道476号津井津井港線が通過する。
字は内原、中津浦、雁来、中央、本村、西本村がある。

### 海洋
- 播磨灘

### 岬
- 雁子岬

### 河川
- 津井川

## 歴史

### 地名の由来
和泉砂岩の丘陵地で崩壊地形が多いことから、崩壊を意味する「ツエ」による。

### 沿革
- 幕末時点では三原郡津井村が存在。阿波徳島藩領。
- 明治4年7月14日（1871年8月29日） - 廃藩置県により徳島県の管轄となる。
- 明治4年11月15日（1871年12月26日） - 第1次府県統合により名東県の管轄となる。
- 1876年（明治9年）8月21日 - 第2次府県統合により兵庫県の管轄となる。
- 1889年（明治22年）4月1日 - 町村制の施行により、近世以来の津井村が単独で自治体を形成して津井村となる。
- 1957年（昭和32年）7月1日 - 津井村が松帆村・湊町・阿那賀村・伊加利村・志知村と合併して西淡町が発足。同町大字津井となる。
- 2005年（平成17年）1月11日 - 西淡町が緑町・三原町・南淡町と合併して南あわじ市が発足。同市津井となる。

## 世帯数と人口
2022年（令和4年）3月31日現在の世帯数と人口は以下の通りである。
| 町丁 | 世帯数  | 人口    |
| ---- | ------- | ------- |
| 津井 | 543世帯 | 1,298人 |

## 小・中学校の学区
市立小・中学校に通う場合、学区は以下の通りとなる。
| 大字 | 番地 | 小学校                 | 中学校                 |
| ---- | ---- | ---------------------- | ---------------------- |
| 津井 | 全域 | 南あわじ市立辰美小学校 | 南あわじ市立西淡中学校 |

## 交通

### バス
らん・らんバス
- ■西循環線（せい太くん号）
  - 陸の港西淡 - 玉青館前 - 西淡庁舎前 - 湊 - 津井 - 丸山 - 阿那賀 - 伊毘（一部便のみ） － 淡路島南IC（一部便のみ） - 湯の川（または伊加利農協前） - 陸の港西淡 - 淡路三原高校前（一部便のみ）

### 道路
- 兵庫県道25号阿万福良湊線
- 兵庫県道476号津井津井港線

### 港湾
- 津井港

## 施設
- 南あわじ市立辰美小学校
- 南あわじ市立津井幼稚園
- 津井郵便局
- JAあわじ島津井
- 津井浄化センター
- 津井団地
- 春日神社
- 金岳寺
- 法王寺
- 隆泉寺